# 1450
1450 (MCDL) je bilo navadno leto, ki se je po julijanskem koledarju začelo na četrtek.

## Dogodki
- 3. november - ustanovljena univerza v Barceloni

## Rojstva
Neznan datum
- Ilham Gali, kan Kazanskega kanata († okoli 1490)

## Smrti
- 23. marec - Helena (Jelena) Dragaš, bizantinska cesarica  (* okoli 1372)